# Burcu Gönder
Burcu Gönder (* 7. Februar 1983 in Istanbul) ist eine türkische Schauspielerin.

## Leben und Karriere
Burcu Gönder wurde am 7. Februar 1983 in Istanbul geboren. Sie studierte an der Universität Istanbul. 2003 spielte sie in dem Theaterstück Çıkmaz Sokak mit. 2004 setzte sie ihr Studium am Beşiktaş Kültür Merkezi fort. Ihr Debüt gab sie 2006 in Bir Demet Tiyatro. 2008 war sie in der Sketchshow Çok Güzel Hareketler Bunlar zu sehen.
Unter anderem trat sie 2015 in der Fernsehserie Eğlendirme Dairesi auf. Von 2015 bis 2020 war sie mit dem türkischen Schauspieler Bülent Emrah Parlak verheiratet. Anschließend bekam Göner 2018 in dem Film Eski Köye Yeni Adet die Hauptrolle. Im selben Jahr wurde sie für die Serie Ağlama Anne gecastet.

## Theater
- 2003: Çıkmaz Sokak

## Filmografie
Filme
- 2009: Neşeli Hayat
- 2012: Hükümet Kadın
- 2013: Hükümet Kadın 2
- 2018: Eski Köye Yeni Adet

Serien
- 2006: Bir Demet Tiyatro
- 2008: Çok Güzel Hareketler Bunlar
- 2014: Anasının Oğlu
- 2015: Eğlendirme Dairesi
- 2018: Ağlama Anne